# Contea di Moora
La contea di Moora è una delle 43 local government areas che si trovano nella regione di Wheatbelt, in Australia Occidentale. Si estende su di una superficie di circa 3.788 chilometri quadrati ed ha una popolazione di 2.780 abitanti.